# 499. pehotni polk (Wehrmacht)
Za druge 499. polke glejte 499. polk.
499. pehotni polk (izvirno nemško Infanterie-Regiment 499) je bil eden izmed pehotnih polkov v sestavi redne nemške kopenske vojske med drugo svetovno vojno.

## Zgodovina
Polk je bil ustanovljen 26. avgusta 1939 kot polk 4. vala v WK X iz nadomestnih bataljonov 137., 138. in 139. gorskega polka; polk je bil dodeljen 268. pehotni diviziji. 
27. januarja 1940 je bil II. bataljon izvzet iz sestave in dodeljen 522. pehotnemu polku; ista usoda je doletela tudi III. bataljon, ki je bil premeščen k 437. pehotnemu polku; oba bataljona sta bili nadomeščena.
2. maja 1942 je bil II. bataljon razpuščen v bojih; posledično je bil III. bataljon preimenovan v II.
Leta 1942 je bil III. bataljon razpuščen v bojih.
15. oktobra 1942 je bil polk preimenovan v 499. grenadirski polk.